# Pachydema amphicomella
Pachydema amphicomella är en skalbaggsart som beskrevs av Henri de Peyerimhoff 1943. Pachydema amphicomella ingår i släktet Pachydema och familjen Melolonthidae. Inga underarter finns listade i Catalogue of Life.